# Hypocoela viridescens
Hypocoela viridescens là một loài bướm đêm trong họ Geometridae.